# Neuville-de-Poitou
Neuville-de-Poitou [nøvil də pwatu] ist eine französische Gemeinde mit 5465 Einwohnern (Stand 1. Januar 2022) im Département Vienne der Region Nouvelle-Aquitaine. Sie gehört zum Kanton Migné-Auxances.

## Lage
Neuville-de-Poitou liegt 16 Kilometer nördlich von Poitiers. Nachbargemeinden von Neuville sind Blaslay und Chabournay im Norden, Vendeuvre-du-Poitou im Nordosten, Avanton im Südosten, Cissé im Süden, Yversay im Westen und Charrais im Nordwesten.

## Verkehr
In Neuville-de-Poitou kreuzen sich die Departementsstraßen D 62 und D 347. Die Nationalstraße N 149 führt südlich, die Autobahn A 10 (L’Aquitaine) östlich an der Gemeinde vorbei. Die nächstgelegene Autobahn-Anschlussstelle ist Futuroscope bei Chasseneuil-du-Poitou.
Neuville-de-Poitou hat einen Bahnhof an der Bahnstrecke Poitiers–Arçay, der am 15. Mai 1874 von der Compagnie de Poitiers à Saumur eröffnet und vier Jahre später von den Chemins de fer de l’État übernommen wurde. 1887 ging eine Zweigstrecke nach Bressuire in Betrieb. Der Schienenpersonenverkehr wurde mittlerweile eingestellt, von Güterzügen zwischen Poitiers und Parthenay wird die Strecke in Richtung Arçay noch genutzt.

## Sehenswürdigkeiten
Östlich des Zentrums liegt in einem Feld der Dolmen La Pierre-Levée.

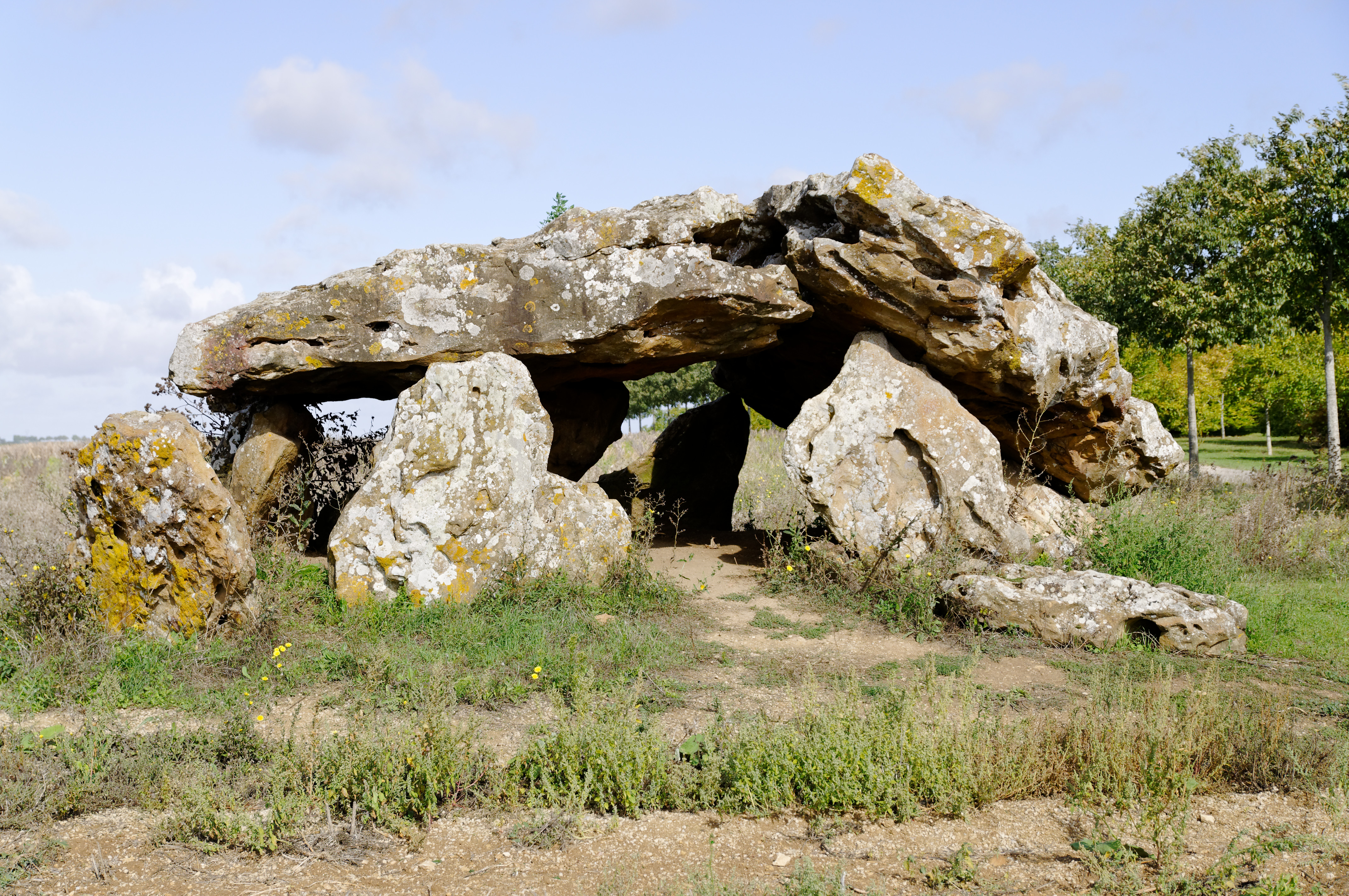
La Pierre-Levée